# رالي المكسيك
رالي المكسيك (بالإسبانية: Rally Guanajuato México)‏ المعروف سابقًا باسم رالي أمريكا، هو سباق رالي للسيارات أقيم لأول مرة في عام 1979. يقام في ولاية غواناخواتو في ضواحي مدن ليون وسيلاو وغواناخواتو. نشأ رالي أمريكا ، الذي عُرف لاحقًا باسم رالي المكسيك، في عام 1979 من خلال تعاون بين ناديي : نادي السيارات الفرنسي في المكسيك و نادي رالي أوتوموفيل.
يتميز الرالي بوجود مراحل من السباق على ارتفاعات هي الأعلى من جميع السباقات الأخرى في بطولة العالم للراليات، حيث يصل لإرتفاع 2700 متر ونتيجة لذلك تفقد المحركات في السيارات ما يصل إلى 20٪ من طاقتها في هذه المراحل، بسبب انخفاض ضغط الهواء في مثل هذه الارتفاعات.
| مرات فوز | السائق           | العام                      |
| -------- | ---------------- | -------------------------- |
| 7        | سيباستيان أوجييه | 2013–2015, 2018–2020, 2023 |
| 6        | سيباستيان لوب    | 2006–2008, 2010–2012       |

| مرات فوز | المصنع     |
| -------- | ---------- |
| 10       | سيتروين    |
| 7        | ميتسوبيشي  |
| 4        | فولكس فاجن |
| 3        | تويوتا     |
| 2        | فورد       |